# Grand Prix Formule 1 van Canada 1983
De Grand Prix Formule 1 van Canada 1983 werd gehouden op 12 juni in Montreal. Het was de achtste race van het seizoen.

## Uitslag
| Positie | Nummer | Rijder                 | Team              | Ronden | Tijd/Opgave       | Startplaats | Punten |
| ------- | ------ | ---------------------- | ----------------- | ------ | ----------------- | ----------- | ------ |
| 1       | 28     | René Arnoux            | Ferrari           | 70     | 1:48:31.838       | 1           | 9      |
| 2       | 16     | Eddie Cheever          | Renault           | 70     | + 42.029          | 6           | 6      |
| 3       | 27     | Patrick Tambay         | Ferrari           | 70     | + 52.610          | 4           | 4      |
| 4       | 1      | Keke Rosberg           | Williams-Ford     | 70     | + 1:17.048        | 9           | 3      |
| 5       | 15     | Alain Prost            | Renault           | 69     | + 1 Ronde         | 2           | 2      |
| 6       | 7      | John Watson            | McLaren-Ford      | 69     | + 1 Ronde         | 20          | 1      |
| 7       | 30     | Thierry Boutsen        | Arrows-Ford       | 69     | + 1 Ronde         | 15          |        |
| 8       | 3      | Michele Alboreto       | Tyrrell-Ford      | 68     | + 2 Rondes        | 17          |        |
| 9       | 9      | Manfred Winkelhock     | ATS-BMW           | 67     | + 3 Rondes        | 7           |        |
| 10      | 23     | Mauro Baldi            | Alfa Romeo        | 67     | + 3 Rondes        | 26          |        |
| DQ      | 4      | Danny Sullivan         | Tyrrell-Ford      | 68     | Gediskwalificeerd | 22          |        |
| NF      | 6      | Riccardo Patrese       | Brabham-BMW       | 56     | Versnellingsbak   | 5           |        |
| NF      | 35     | Derek Warwick          | Toleman-Hart      | 47     | Turbo             | 12          |        |
| NF      | 36     | Bruno Giacomelli       | Toleman-Hart      | 43     | Motor             | 10          |        |
| NF      | 12     | Nigel Mansell          | Lotus-Ford        | 43     | Handling          | 18          |        |
| NF      | 22     | Andrea de Cesaris      | Alfa Romeo        | 42     | Motor             | 8           |        |
| NF      | 2      | Jacques Laffite        | Williams-Ford     | 37     | Versnellingsbak   | 13          |        |
| NF      | 26     | Raul Boesel            | Ligier-Ford       | 32     | Aandrijving       | 24          |        |
| NF      | 33     | Roberto Guerrero       | Theodore-Ford     | 27     | Motor             | 21          |        |
| NF      | 31     | Corrado Fabi           | Osella-Ford       | 26     | Motor             | 25          |        |
| NF      | 34     | Johnny Cecotto         | Theodore-Ford     | 17     | Differentieel     | 23          |        |
| NF      | 5      | Nelson Piquet          | Brabham-BMW       | 15     | Gaspedaal         | 3           |        |
| NF      | 8      | Niki Lauda             | McLaren-Ford      | 11     | Spin              | 19          |        |
| NF      | 11     | Elio de Angelis        | Lotus-Renault     | 1      | Gaspedaal         | 11          |        |
| NF      | 29     | Marc Surer             | Arrows-Ford       | 14     | Transmissie       | 14          |        |
| NF      | 25     | Jean-Pierre Jarier     | Ligier-Ford       | 0      | Versnellingsbak   | 16          |        |
| NQ      | 17     | Jacques Villeneuve Sr. | RAM-Ford          |        |                   |             |        |
| NQ      | 32     | Piercarlo Ghinzani     | Osella-Alfa Romeo |        |                   |             |        |

## Statistieken
| Pole-position | René Arnoux    | Ferrari | 1:28.729 |
| Snelste ronde | Patrick Tambay | Ferrari | 1:30.851 |

## Noot
- Dit was de eerste snelste ronde voor Patrick Tambay.
- Vijfde Grand Prix-winst voor René Arnoux.

1967 · 1968 · 1969 · 1970 · 1971 · 1972 · 1973 · 1974 · 1976 · 1977 · 1978 · 1979 · 1980 · 1981 · 1982 · 1983 · 1984 · 1985 · 1986 · 1988 · 1989 · 1990 · 1991 · 1992 · 1993 · 1994 · 1995 · 1996 · 1997 · 1998 · 1999 · 2000 · 2001 · 2002 · 2003 · 2004 · 2005 · 2006 · 2007 · 2008 · 2010 · 2011 · 2012 · 2013 · 2014 · 2015 · 2016 · 2017 · 2018 · 2019 · 2022 · 2023 · 2024 · 2025 · 2026 · 2027 · 2028 · 2029